# Walther Gensel
Otto Walther Gensel (* 29. November 1870 in Leipzig; † 7. Mai 1910 in Groß-Lichterfelde) war ein deutscher Kunsthistoriker.

## Leben
Walther Gensel war ein Sohn des Juristen Julius Gensel (1835–1916) und seiner Ehefrau Ottilie, geb. Voigt (1835–1887). Er studierte an der Universität Berlin und wurde dort 1894 promoviert. Er lebte danach für einige Jahre in Paris und berichtete von dort für deutsche Zeitschriften. Seit 1901 war er wissenschaftlicher Hilfsarbeiter an der Berliner Nationalgalerie, ab 1908 dort Direktorialassistent. Daneben war er als Kunstkritiker für die Deutsche Rundschau tätig.

## Veröffentlichungen (Auswahl)
- Johann Friedrich von Cronegk. Sein Leben und seine Schriften. Frankenstein & Wagner, Leipzig 1894 (Dissertation, archive.org).
- Paris, Studien und Eindrücke. Mit 15 Vollbildern und zahlreichen Skizzen von Alfred Sohn-Rethel. Dieterich’sche Verlagsbuchhandlung, Leipzig 1900.
- Millet und Rousseau (= Künstler-Monographien 57). Velhagen & Klasing, Bielefeld / Leipzig 1902 (archive.org).
- Die moderne Kunst seit dem Zeitalter der Französischen Revolution. In: Allgemeine Kunstgeschichte. Band 3: Kunstgeschichte des Barock, Rokoko und der Neuzeit. Velhagen & Klasing, Bielefeld / Leipzig 1903, S. 417–702 (Textarchiv – Internet Archive).
- Constantin Meunier (= Künstler-Monographien 79). Velhagen & Klasing, Bielefeld / Leipzig 1905 (archive.org).
- Corot und Troyon (= Künstler-Monographien 83). Velhagen & Klasing, Bielefeld / Leipzig 1906 (archive.org).
- Velazquez. Des Meisters Gemälde. Mit einer biographischen Einleitung von Walther Gensel (= Klassiker der Kunst in Gesamtausgaben 6). Deutsche Verlags-Anstalt, Stuttgart / Leipzig 1905 (archive.org); 4. neubearbeitete Auflage. Hrsg. von Juan Allende-Salazar. Deutsche Verlags-Anstalt, Stuttgart 1925.